# Rockin' Robin
«Rockin' Robin» (originalmente lanzado como "Rock-In Robin" en el sencillo Class Records 45) es una canción escrita por Leon René bajo el seudónimo de Jimmie Thomas, y grabada por el cantante estadounidense Bobby Day en 1958.
Fue el sencillo más exitoso de Day, alcanzando el  número dos en el Billboard Hot 100, y pasó una semana en la cima de la lista de ventas Hot R&B Singles. Michael Jackson grabó su propia versión de la canción en 1972, que también tuvo éxito.

## Personal
- Bobby Day - voz
- Plas Johnson - flautín
- Earl Palmer - batería
- Barney Kessel - guitarra

## Versión de Michael Jackson
En 1972, Michael Jackson lanzó su propia versión de "Rockin' Robin", que fue lanzada como el segundo sencillo de su primer álbum de estudio en solitario Got to Be There.
Fue el mayor éxito del álbum, alcanzando el número 1 en la lista Cash Box Top 100 Singles y llegó al número 2 tanto en el Billboard Hot 100 como en la lista Best Selling Soul Singles de Billboard. 

## Lista de canciones
sencillo 7" (Motown – M 1197F)
A "Rockin' Robin" - 2:30
B "Love Is Here And Now You're Gone" - 2:51

## Posicionamiento en listas
| Lista (1972)                                         | Máxima posición |
| ---------------------------------------------------- | --------------- |
| Australia (Go-Set National Top 40)                   | 23              |
| Australia (Kent Music Report)                        | 16              |
| Canadá (RPM Top Singles)                             | 13              |
| Estados Unidos (Billboard Best Selling Soul Singles) | 2               |
| Estados Unidos (Billboard Hot 100)                   | 2               |
| Estados Unidos (Cash Box Top 100 Singles)            | 1               |
| Irlanda (IRMA)                                       | 16              |
| Reino Unido (UK Singles Chart)                       | 3               |
| Suecia (Kvällstoppen)                                | 1               |

## Otras Versiones
En 1999, la cantante inglesa Lolly lanzó una versión de "Rockin' Robin" como un sencillo de doble cara A con "Big Boys Don't Cry". Fue un éxito en la UK Singles Chart del Reino Unido, alcanzando el número 10 en diciembre de ese año y permaneciendo en la lista durante 11 semanas.